# Ганеев, Владимир Камильевич
Ганеев, Владимир Камильевич — бывший генерал-лейтенант МЧС РФ, один из главных фигурантов громкого уголовного дела оборотней в погонах, в 2006 году осуждённый на 20 лет заключения. 

## Биография

### Ранние годы
Владимир Камильевич Ганеев родился в 1952 году в семье военного. Отец Владимира участвовал в Великой Отечественной войне, в конце войны служил замкомандира 101-го гвардейского танкового полка 3-го Белорусского фронта, после войны командовал 5-й ударной армией, получил звание генерал-лейтенанта, возглавлял факультет в Военной академии Генштаба.
Владимир Ганеев окончил Московское военное общевойсковое командное училище. Участник боевых действий в Афганистане, имел боевые награды, в том числе орден. 26 октября 1993 года указом президента Бориса Ельцина был назначен на должность начальника управления безопасности МЧС РФ. Ганеев пользовался полным доверием министра. В его подчинение были отданы все силовые службы МЧС: центр спецназначения «Лидер», 348-й спеццентр, шифровальная связь, секретное делопроизводство. Ещё до создания преступной группы Ганеев занимался «крышеванием» коммерсантов, причем с этими коммерсантами он встречался  прямо в служебном кабинете. В 1998 году большинство служб из подчинения Ганеева было выведено.

### Преступная деятельность
В том же году Ганеев вместе с Юрием Самолкиным и Евгением Тараториным создал преступную группировку, которая впоследствии стала известна под названием оборотни в погонах. Позже в эту группировку вошли офицеры МУРа Вадим Владимиров, Александр Брещанов, Владимир Лысаков, Николай Демин, Александр Евстигнеев, Игорь Островский и ещё несколько десятков человек. В течение нескольких лет участники преступной группы занимались вымогательством денег у коммерсантов, в случае отказа угрожая физической расправой и привлечением к уголовной ответственности за вымышленные преступления, а также созданием препятствий деятельности их предприятий. Несколько бизнесменов были убиты, уголовные дела по их убийствам раскрыты не были. Общая сумма нажитых Ганеевым с использованием служебного положения денежных средств составляла около 780 000 000 долларов.  Кроме того, участники группировки подбрасывали оружие и наркотики и фальсифицировали уголовные дела против случайных людей с целью повышения показателей раскрываемости и продвижения по службе. Ганеев обеспечивал политическое прикрытие группировке.
До своего ареста в 2003 году Ганеев входил в президиум Общероссийской общественной-политической организации «Ассоциация работников правоохранительных органов Российской Федерации». Одной из целей создания этой общественной организации было участие в парламентских выборах.

### Суд и заключение
23 июня 2003 года Ганеев, капитан МУРа Брещанов, подполковники Демин и Владимиров, полковники  Островский, Тараторин и Самолкин были арестованы. Ганееву было предъявлено обвинение по семи статьям УК РФ, в том числе в организации преступного сообщества, вымогательстве и превышении должностных полномочий.
В сентябре 2006 года Ганеев был приговорен к 20 годам лишения свободы в колонии строгого режима и штрафу в размере 100 тысяч рублей. Кроме того, Ганеев был лишен воинского звания «генерал-лейтенант», а также правительственных наград. Другие шестеро подсудимых были приговорены к длительным срокам заключения. Свою вину бывший генерал не признал, заявив, что уголовное дело против него и других подсудимых сфальсифицировано, и что с несколькими из обвиняемых он ранее не был знаком. По словам адвокатов Ганеева, найденные у него при обыске 60 тысяч долларов в кабинете и 45 тысяч долларов в квартире, а также дом в курортном городке Марбелья в Испании на побережье Средиземного моря и пять дорогих автомобилей досталось ему в наследство от его покойного тестя — начальника хозяйственного управления Российского космического агентства.
В 2014 году был освобождён в связи с онкологическим заболеванием. Женат, имеет сына.

## Награды
- наградное оружие - 9-мм пистолет ПМ[1]